# Kreisgericht Coesfeld
Das Kreisgericht Coesfeld war von 1849 bis 1879 ein preußisches Kreisgericht mit Sitz in Coesfeld.

## Geschichte
In Borken bestand zwischen 1815 und 1949 das Land- und Stadtgericht Coesfeld als Eingangsgericht. Die „Verordnung über die Aufhebung der Privatgerichtsbarkeit und des eximierten Gerichtsstandes sowie über die anderweitige Organisation der Gerichte“ vom 2. Januar 1849 hob die Patrimonialgerichtsbarkeit auf. Gleichzeitig wurde das Appellationsgericht Münster geschaffen, dem Kreisgerichte, darunter das Kreisgericht Coesfeld zugeordnet waren. Sein Sprengel umfasste den Kreis Coesfeld mit den Städten Billerbeck, Coesfeld, Dülmen und Haltern. Der Sprengel umfasste 41.565 Gerichtseingesessene. Das zuständige Schwurgericht war das Kreisgericht Münster. Gerichtskommissionen bestand in Dülmen und Haltern. Gerichtstage wurden in Billerbeck und Buldern gehalten. Am Gericht waren ein Direktor und 6 Kreisrichter beschäftigt.
Zum 1. Januar 1876 wurde das Kreisgericht Borken aufgehoben und als ständige Gerichtsdeputation dem Kreisgericht Coesfeld zugeordnet. Die Gerichtsdeputation Bocholt des Kreisgerichts Borken wurde als Gerichtsdeputation des Kreisgerichts Coesfeld weitergeführt.
Mit den Reichsjustizgesetzen wurden die Gerichte im Deutschen Reich vereinheitlicht. Das Kreisgericht Coesfeld wurde aufgehoben. Neu eingerichtet wurde nun das Amtsgericht Coesfeld im Bezirk des Landgerichtes Münster.

## Gerichtskommission Dülmen
Die Gerichtskommission Dülmen umfasste den Sprengel des bisherigen Land- und Stadtgerichtes Dülmen, soweit dieser im Kreis Coesfeld lag. 1879 wurde die Gerichtskommission Dülmen aufgehoben und das Amtsgericht Dülmen gebildet.

## Gerichtskommission Haltern
Die Gerichtskommission Haltern umfasste den Sprengel des bisherigen Land- und Stadtgerichtes Haltern. 1879 wurde die Gerichtskommission Haltern aufgehoben und das Amtsgericht Haltern gebildet.

## Richter

### Direktoren
- Vagedes (1849–1864)
- Hellweg (1864–1879)

### Kreisgerichtsräte
- Floreth (1849–1858)
- Fischer I (1849–1852)
- Brickwedde (1849–1873)
- Fischer II (1849–1851)
- Schmidt (1852–1859)
- Hellweg (1852–1864, seit 1864 Direktor)
- Wernekinck (1858–1862)
- Heitmann (1859–1879)
- Üffenberg (1863–1879)
- Engelkamp (1862–1879)
- Müller (1874–1879)

### Kreisrichter bzw. Kreisgerichtsräte der Gerichtskommission Dülmen
- von Spiessen (1849–1877)
- Wenner (1877–1879)

### Kreisrichter bzw. Kreisgerichtsräte der Gerichtskommission Haltern
- Heitmann (1849–1852)
- Drecker (1852–1861)
- von Kleinorgen (1861–1869)
- Wenner (1870–1877)
- Schultz (1877–1879)[5]